# Alopecosa volubilis
Alopecosa volubilis är en spindelart som beskrevs av Yoo, Kim och Tanaka 2004. Alopecosa volubilis ingår i släktet Alopecosa och familjen vargspindlar. Inga underarter finns listade i Catalogue of Life.